# Steve Cruz (réalisateur)
Pour les articles homonymes, voir Steve Cruz.
Steve Cruz, né en Californie le 4 novembre 1972, est un acteur et réalisateur américain de vidéos pornographiques gays.

## Biographie
Acteur pornographique, il travaille dans les années 2000 principalement pour Raging Stallion Studios, dont il est nommé en 2008 « homme de l'année ».
En 2008, il passe à la réalisation en collaboration avec Leif Gobo pour Mustang Studios,. En 2009, il participe pour le studio NakedSword à une campagne en faveur du préservatif.
Il réalise plusieurs longs métrages de vidéo pour Raging Stallion Studios et Falcon Studios. En 2018, il est nommé au prix du meilleur réalisateur aux XBIz Awards, ainsi qu'aux GayVN Awards. Il travaille avec son partenaire le monteur Bruno Bond.

## Vidéographie choisie

### Comme acteur
- 2007 : Link: The Evolution de Chi Chi LaRue (All Worlds Videos)
- 2007 : Grunts de Ben Leon et Chris Ward (Raging Stallion Studios)
- 2009 : Focus/Refocus de Tony DiMarco, Ben Leon et Chris Ward
- 2010 : Tales of the Arabian Nights

### Comme réalisateur
- 2011 : Giants, coréalisé avec Chris Ward (Raging Stallion Studios)
- 2012 : Sun Kissed avec Paddy O'Brian (Falcon Studios)
- 2014 : Cock Fight avec Landon Conrad, Adam Ramzi, Shawn Wolfe (Raging Stallion Studios)
- 2017 : Trapped, coréalisé avec Chi Chi LaRue, avec Colby Keller, Jason Vario
- 2019 : Blood Moon: Timberwolves 2 avec Adam Ramzi, Boomer Banks, Alex Mecum
- 2020 : Cake Shop
- 2020 : The Chalet (Falcon Studios)
- 2022 : Men's Briefs, coréalisé avec Boomer Banks et Leo Forte
- 2022 : Cumming Home for Christmas, coréalisé avec Ben Rush

## Récompenses et nominations
| Année | Prix          | Catégorie                   | Résultat |
| ----- | ------------- | --------------------------- | -------- |
| 2008  | Grabby Awards | Best Newcomer               | Lauréat  |
| 2012  | Grabby Awards | Wall of Fame                | Lauréat  |
| 2020  | GayVN Awards  | Best Director – Non-Feature | Lauréat  |
| 2021  | GayVN Awards  | Best Director – Non-Feature | Lauréat  |
| 2022  | GayVN Awards  | Best Director – Non-Feature | Lauréat  |